# إيميل كفوري
 إيميل كفوري  هو والد الفنان وائل كفوري ، وله شهرة شعبية في لبنان حيث أنه برع في آداء المواويل الشعبية  ، ينتمي إلى طائفة الروم الملكيين الكاثوليك.